# 納姆區

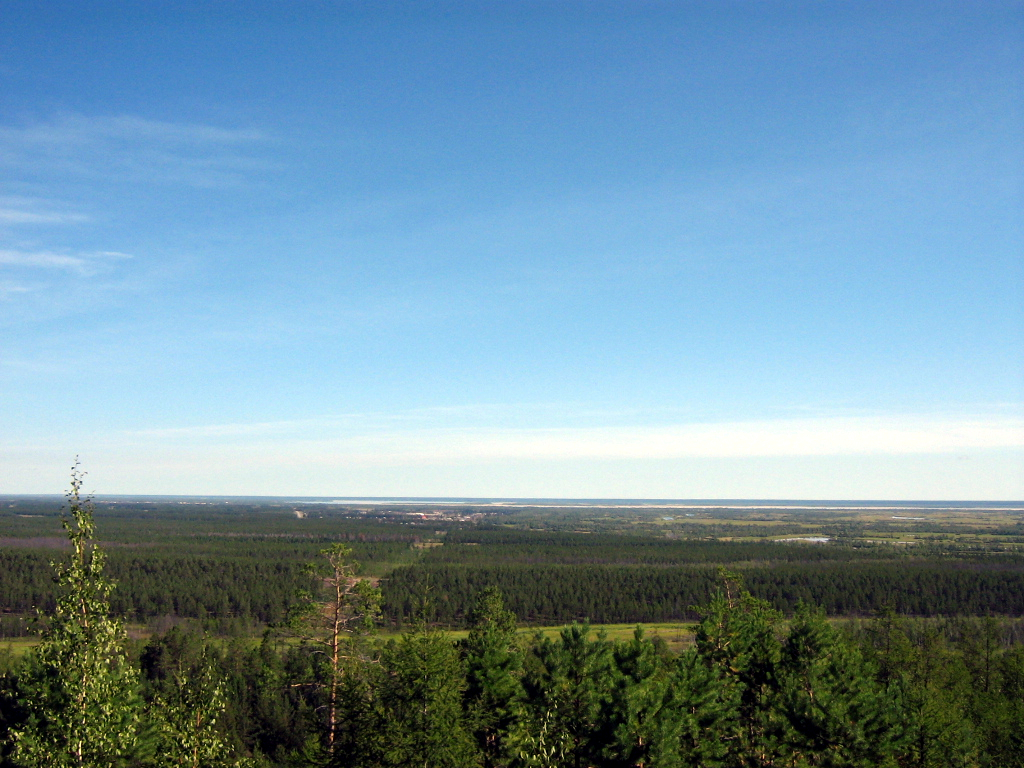

58°40′N 125°21′E / 58.667°N 125.350°E
納姆區（俄语：Намский улус），是俄羅斯的一個區，位於該國東部，由薩哈共和國負責管轄，始建於1930年2月10日，面積11,900平方公里，2010年人口23,198，人口密度每平方公里1.95人。